# Jim Beam
Pour les articles homonymes, voir Beam.
Jim Beam est une distillerie de whiskey située à Clermont, dans le Kentucky depuis 1795. Jusqu'en octobre 2011, elle était la propriété du groupe Beam Global Spirits & Wine, lui-même détenu par la société de holding Fortune Brands. Elle appartient maintenant au groupe Beam Suntory.
Elle élabore un grand nombre de bourbons de différents types, distribués sous différentes marques (Jim Beam, Knob Creek, Basil Hayden's ou Bakers).

## Historique
Il y a eu sept générations de distillateurs dans la famille Beam :
- Jacob Beam (1760-1834)[1]
- David Beam (1802-1854)[1]
- David M. Beam (1833-1913)[1]
- Col. James B. Beam (1864-1947)[1]
- T. Jeremiah Beam (1899-1977)[1]
- Booker Noe (1929-2004)[1]
- Fred Noe (1957-)[1]

La distillerie Jim Beam doit son nom à James Beauregard Beam, le troisième fils de David M. Beam, qui prend la tête de l'entreprise familiale en 1894. En 1919, avec la mise en place de la Prohibition, la distillerie cesse la production de whisky pour la première fois depuis 1795. Jim Beam part pour la Floride pour y cultiver des citrons. Il dirigera également une mine de charbon et une carrière de calcaire avant de revenir au Kentucky lorsque la Prohibition cesse. Il rebâtit la distillerie familiale en 1934.
En 1946, son fils T. Jeremiah Beam devient président et trésorier de l'entreprise. Dès ses 21 ans, le petit-fils de Jim Beam, F. Booker Noe, Jr., devient un employé de la société. Il devient Master Distiller Emeritus de Jim Beam en 1960. Entretemps, Jim Beam a ouvert une seconde distillerie à Boston.
Fred Noe (Frederick Booker Noe III), qui représente la septième génération des Beam, est distillateur associé aux établissements de Clermont.

## Les whiskies
Les whiskies vendus sous la marque Jim Beam (à l'exception du Rye, un whisky de seigle) répondent à la définition du bourbon : l'empâtage est constitué d'au moins 51 % de maïs, et il est vieilli en fûts de chêne noircis à la fumée pendant au moins 2 ans (le temps de vieillissement requis pour l'appellation « straight bourbon »). Jim Beam rajoute également du seigle et de l'orge à ses grains.
Comme d'autres bourbons, Jim Beam utilise une portion de la fermentation précédente pour créer un meilleur environnement pour l'empâtage (mash) de la nouvelle fermentation. Ce procédé est appelé "sour mash", similaire à celui utilisé pour la fabrication de pain au levain.
La distillerie Jim Beam produit aussi des bourbons small batch pour le groupe : Knob Creek, Booker's (introduit en 1988 et baptisé d'après son créateur Booker Noe, petit-fils de Jim Beam), Basil Hayden's et Bakers.

## La marque
Il existe plusieurs types de whiskies vendus sous la marque Jim Beam, souvent simplement appelée « Beam » aux États-Unis :
- Jim Beam Kentucky Straight (parfois appelé "White", vieilli 4 ans, 40°)
- Jim Beam's Choice (à l'étiquette verte, vieilli 5 ans, 40°)
- Jim Beam Black (sour mash, vieilli 8 ans, 43°)
- Jim Beam Rye (whisky de seigle à l'étiquette verte, vieilli 4 ans, 40°)

Il existe une liqueur produite avec un base de Jim Beam :
- Jim Beam Honey (whisky assemblé une liqueur de miel, vieilli 4 ans, 35°)

Le groupe Fortune Brands capitalise aussi sur la marque en commercialisant des cocktails pré-mixés sous le label Jim Beam :
- Jim Beam & Cola
- Jim Beam Black & Cola
- Jim Beam Choice and Dry

La marque a rapporté environ 500 millions de dollars net au groupe Fortune Brands en 2005, faisant de Jim Beam la cinquième marque la plus lucrative du groupe, et le label numéro un de sa branche alcools et spiritueux, Beam Global Spirits & Wine, qui comptait notamment le cognac Courvoisier, la tequila Sauza et les vins Clos du Bois.
La marque Jim Beam est également connue pour son parrainage dans les domaines sportifs et musicaux. Jim Beam Racing sponsorise notamment le pilote de NASCAR Robby Gordon, ainsi que des artistes et des concerts. On voit même Arnold Schwarzenegger lui rendre hommage à la fin des années 70 dans le deuxième volet de la série de films lui étant consacrés intitulée Pumping Iron. C’est aussi la boisson fétiche du personnage principal Harry Hole dans les polars de Jo Nesbø.

## Évocations artistiques
Le groupe Primus parle de la marque Jim Beam dans la chanson Coattails of a Dead Man, chanson de leur album Antipop.
L'artiste GG Allin cite la marque Jim Beam dans sa chanson When I Die, chanson de l'EP The Troubled Troubador.
Le chanteur country Rodney Atkins fait référence à une bouteille de Jim Beam dans son succès  If you're going through Hell.
L'écrivain Charles Bukowski fait référence à une demi bouteille de Jim Bean dans son recueil de nouvelles Contes de la folie ordinaire.
Le héros de Jo Nesbo, l'inspecteur Harry Hole, en est un gros consommateur.